# Izumo
Izumo (出雲市, Izumo-shi) és una ciutat i municipi de la prefectura de Shimane, a la regió de Chūgoku, Japó. En cap cas s'ha de confondre aquest municipi d'Izumo amb l'antiga província d'Izumo, de la qual adopta el nom. La ciutat és coneguda per la seua varietat local dels fideus soba i, sobretot, per contindre, juntament amb Ise, a la prefectura de Mie, un dels llocs més sagrats i importants de la història i religió del Japó: el gran santuari d'Izumo.

## Geografia

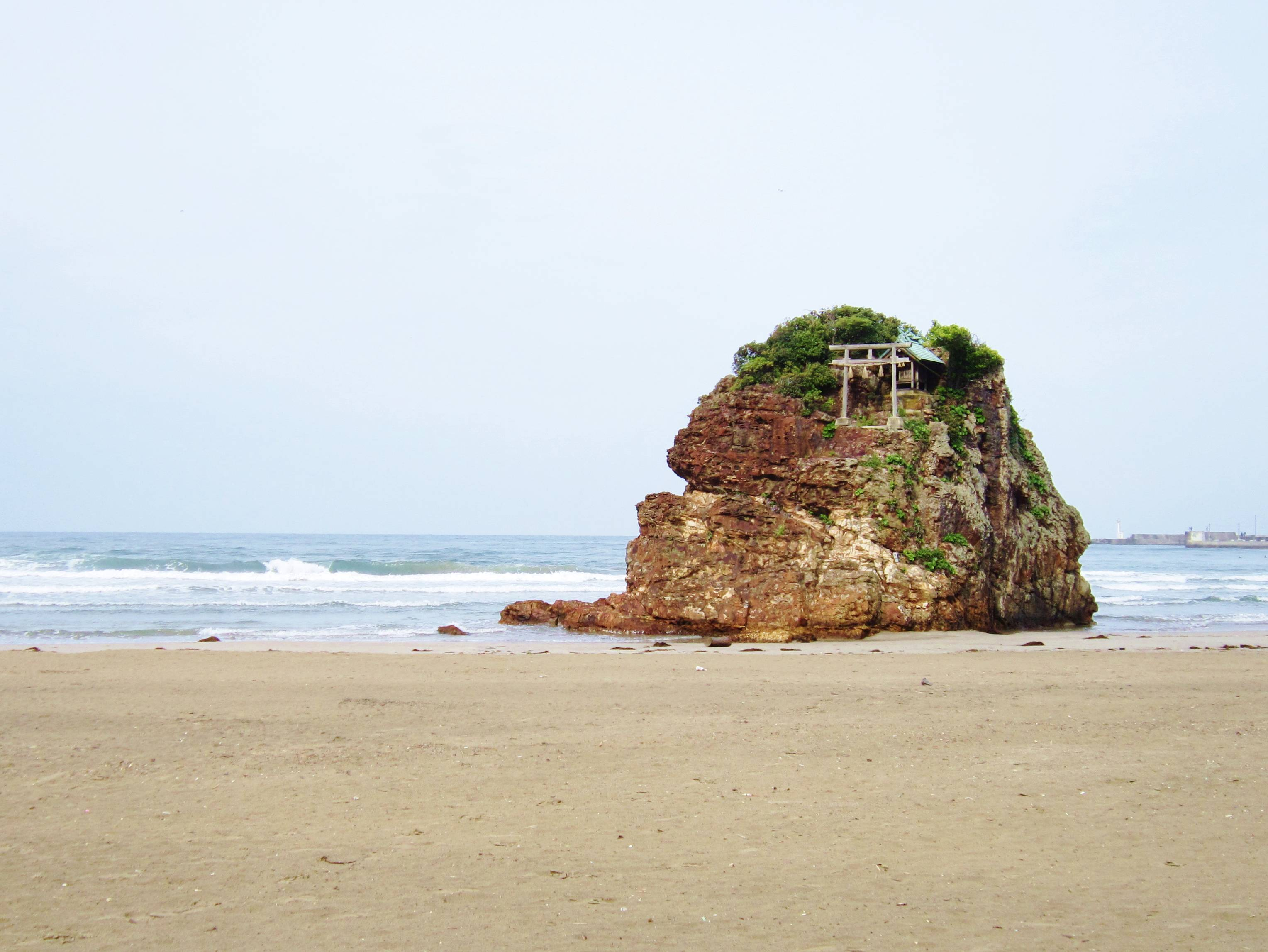
Platja d'Inasa

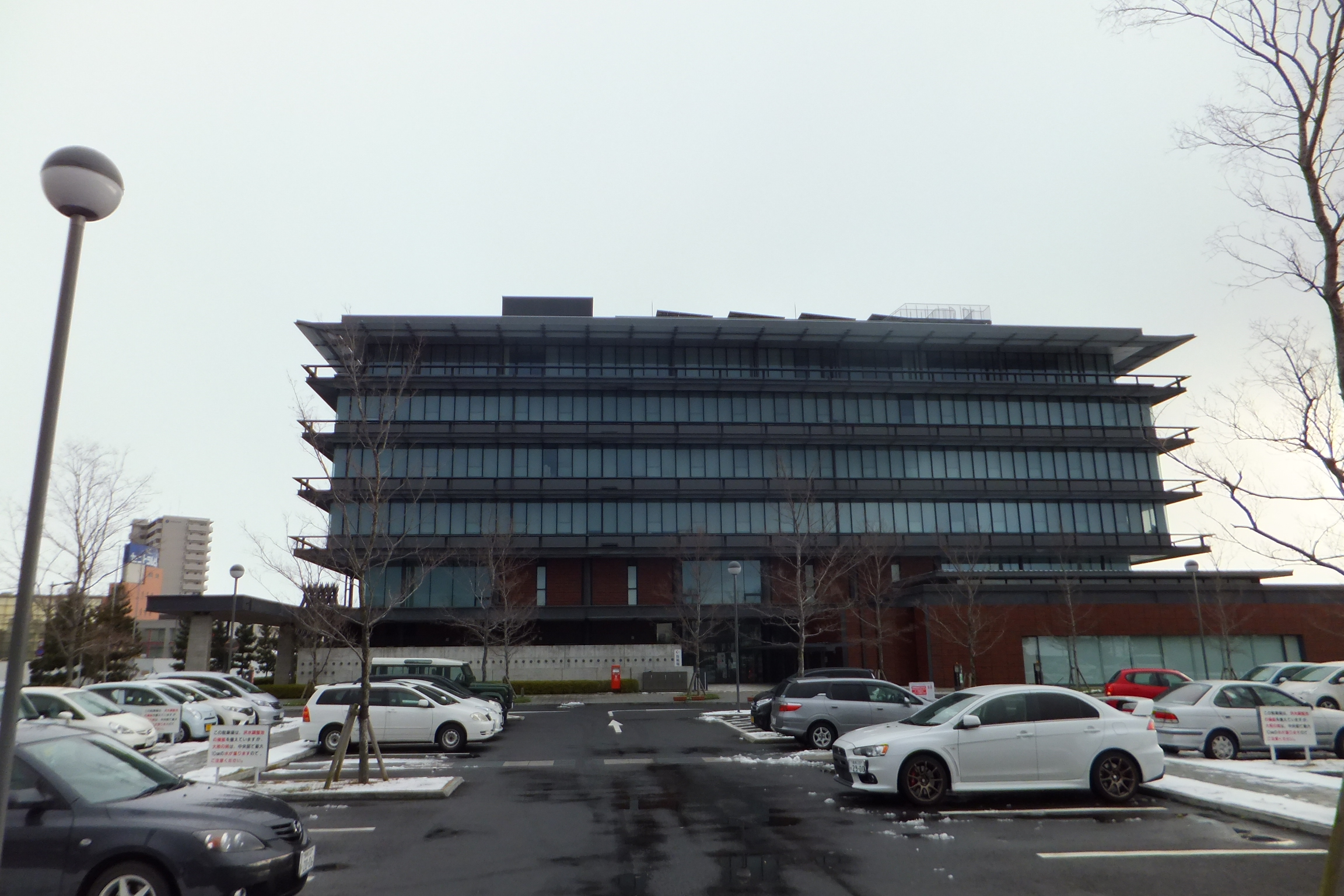
Ajuntament d'Izumo

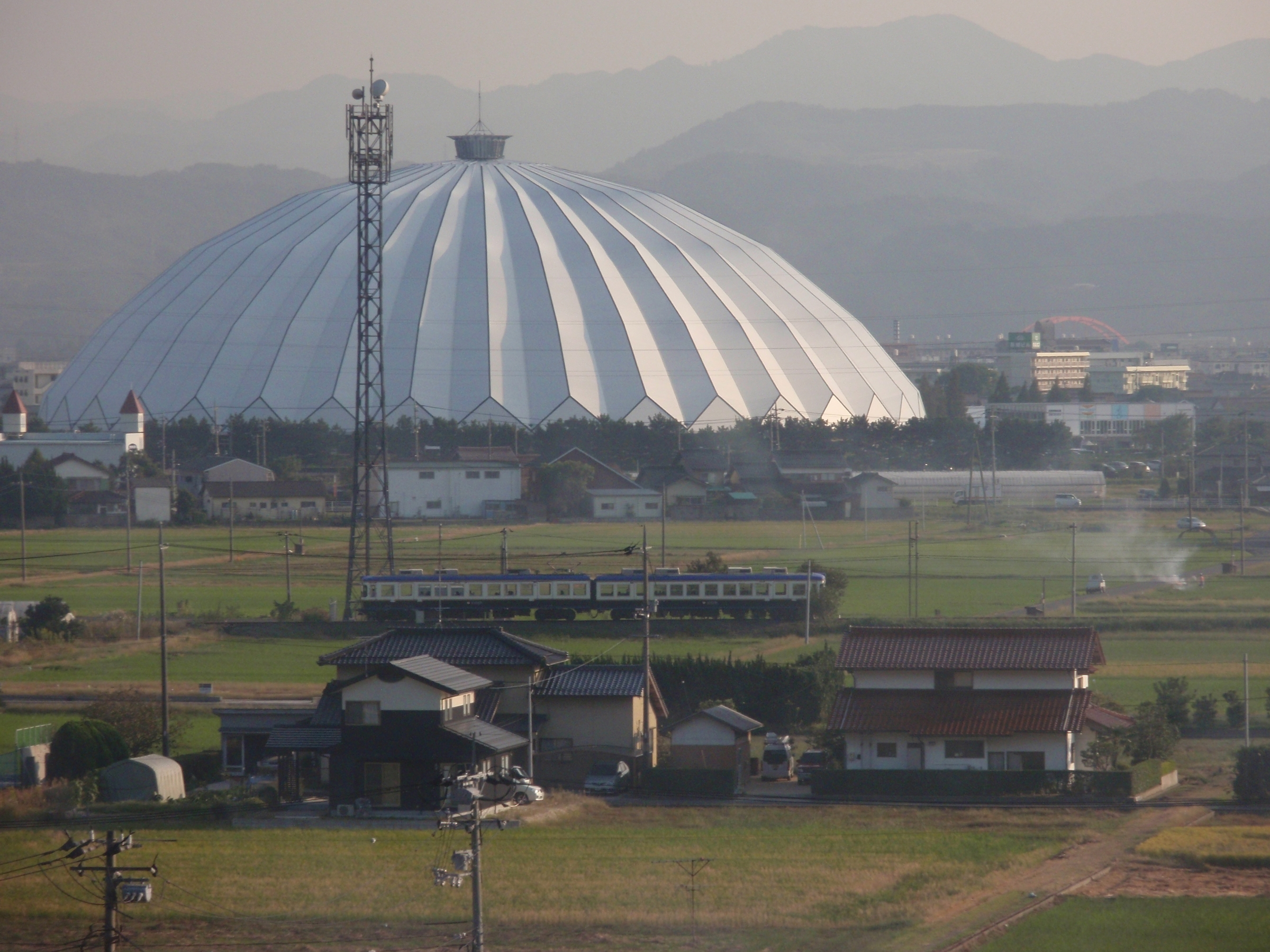
Izumo Dome

La ciutat d'Izumo es troba localitzada a la part oriental de la prefectura de Shimane i dins de l'antiga província d'Izumo. Per Izumo passa el riu Hii (Hiikawa) i està banyat pel llac Shinji. Part del municipi es troba a la península de Shimane. El terme municipal de la ciutat d'Izumo limita amb els d'Ōda a l'oest; amb Iinan i Unnan al sud; amb Matsue a l'est i amb la mar del Japó al nord.

## Història
El gran santuari d'Izumo és el santuari xintoista més antic de tot el Japó. L'any 2008 l'àrea sagrada fou oberta al públic des de l'1 al 17 d'agost, començant les obres de renovació extensiva després d'això. El proper museu prefectural d'història antiga d'Izumo, localitzat al mateix barri que el santuari, conté objectes arqueològics d'aquest.
L'any 2009 un equip d'arqueòlegs va anunciar el descobriment, al jaciment de Sunabara, les eines de pedra més antigues mai trobades al Japó. La troballa consistia en 20 peces amb una antiguitat estimada de vora 120.000 anys, prop de 80.000 anys abans de la data en què, fins a aquell moment, es pensava que l'home havia arribat a l'arxipèlag japonès.
A Izumo hi ha diverses tombes i santuaris, incloent un grup de les primeres cap al sud de l'estació de tren. En aquest grup es troba el kofun o túmul funerari més gran de tota l'antiga província d'Izumo. Amb una llargària de 100 metres i vora 6 metres d'alçària, es creu que aquest túmul ubicat darrere del temple Daienji va ser construït durant el segle vi amb uns extremadament sofisticats mètodes de construcció per a l'època.
La ciutat d'Izumo fou fundada el 3 de novembre de 1941. El 22 de març de 2005 la ciutat va absorbir la ciutat de Hirata i les viles Koryō, Sada, Taisha i Taki, totes elles del districte de Hikawa). L'1 d'octubre de 2011 s'integrà la vila de Hikawa, creant així l'actual ciutat d'Izumo i dissolvent-se el districte de Hikawa.

## Administració

### Alcaldes
Aquesta és la llista d'alcaldes des de la fundació del municipi.
- Kin-Emon Yamada (1941-1942)
- Hidekatsu Okada (1942-1946)
- Shigeki Moriyama (1947-1955)
- Hidekatsu Okada (1955-1957)
- Nobutada Funo (1957-1969)
- Eihei Tsukuna (1969-1973)
- Mitsuhiro Naora (1973-1989)
- Tetsundo Iwakuni (1989-1995)
- Masahiro Nishio (1995-2009)
- Hideto Nagaoka (2009-2021)
- Toshiyuki Iizuka (2021-present)

## Demografia
| 1920    | 1930    | 1940    | 1950    | 1960    | 1970    | 1980    |
| ------- | ------- | ------- | ------- | ------- | ------- | ------- |
| n/a     | n/a     | n/a     | 174.464 | 168.724 | 157.325 | 166.280 |
| 1990    | 2000    | 2010    | 2020    | 2030    | 2040    | 2050    |
| 171.422 | 173.776 | 171.523 | 173.030 | -       | -       | -       |

## Transport

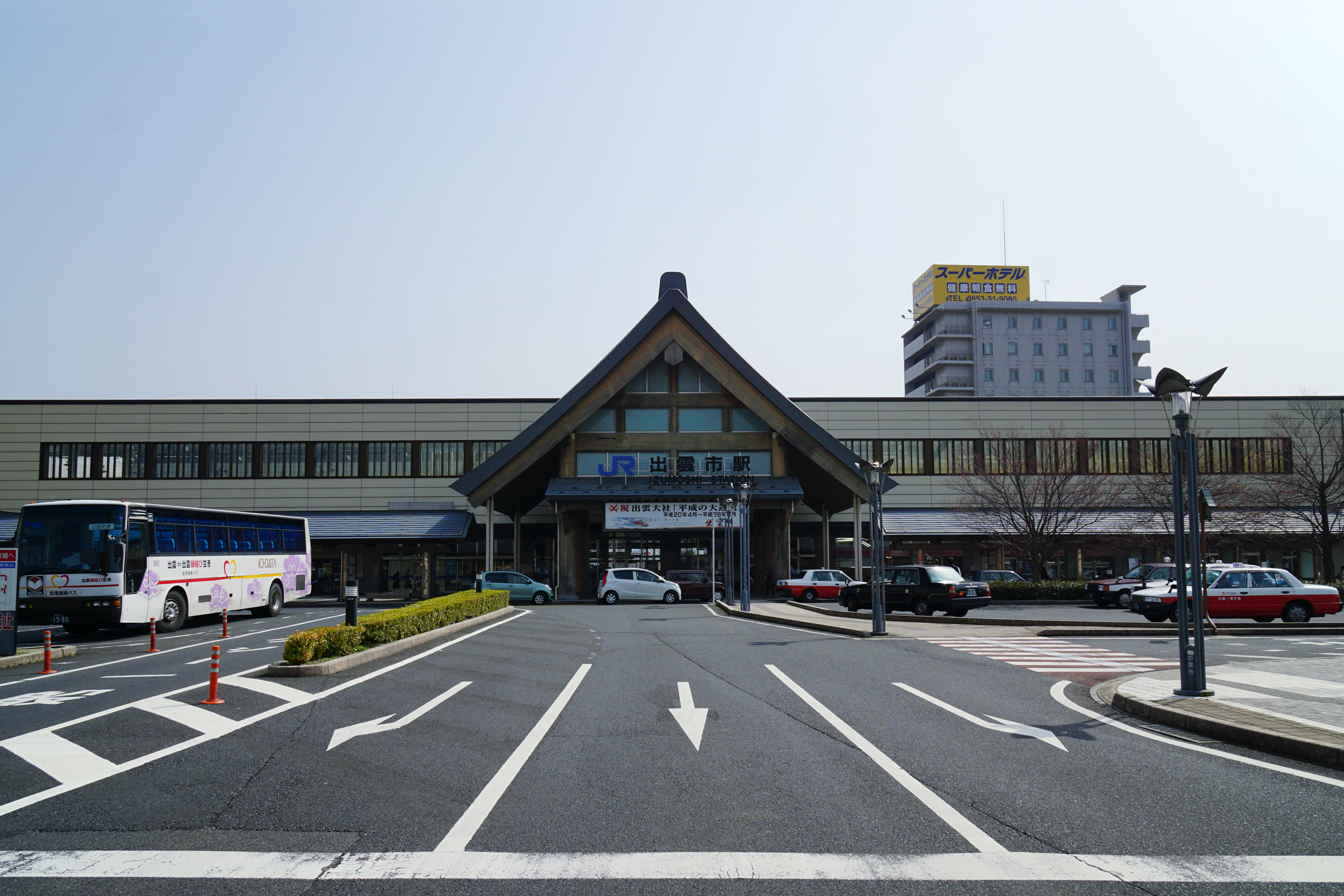
Estació d'Izumo-shi

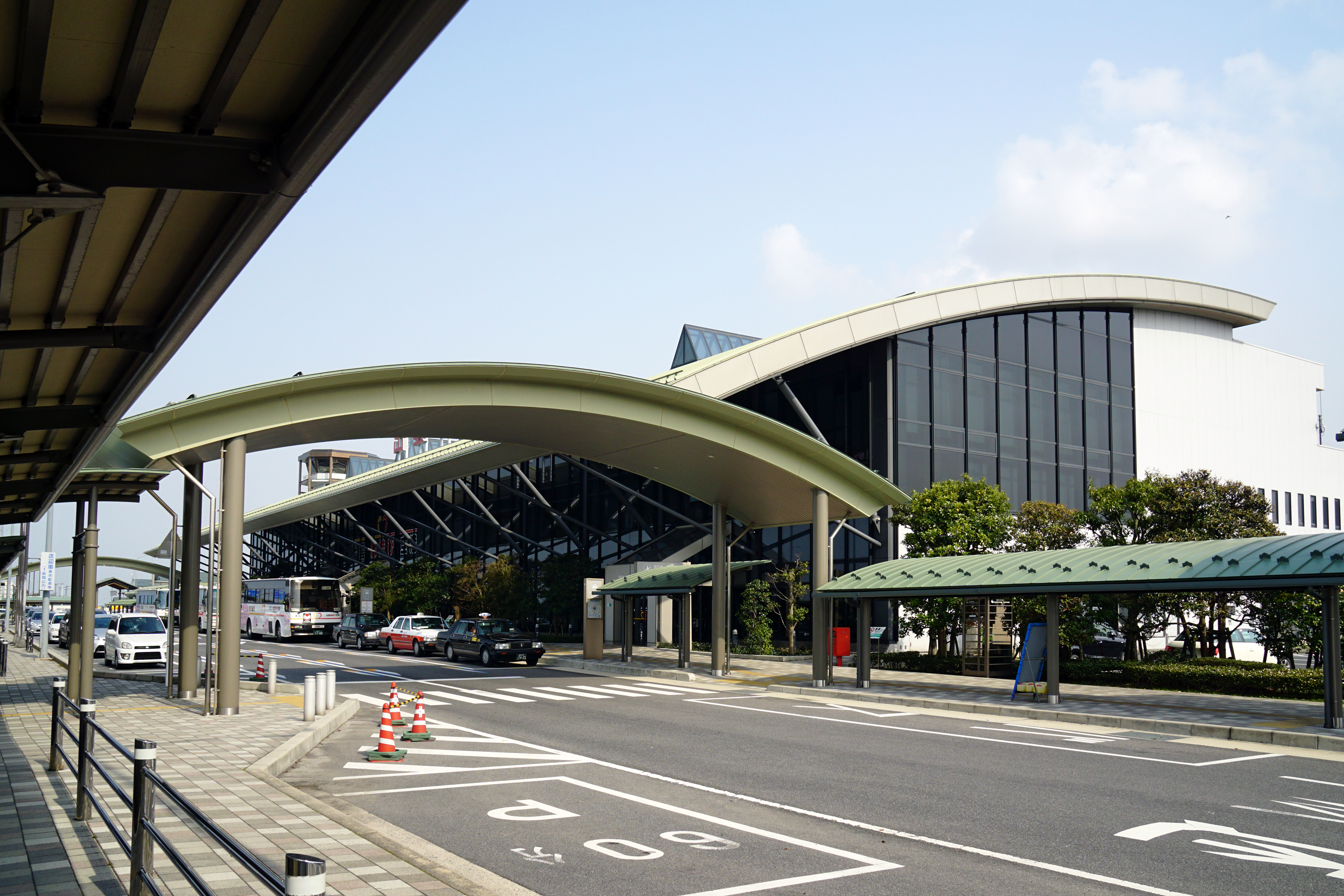
Aeroport d'Izumo

Al municipi es troba un dels tres aeroports de la prefectura, l'aeroport d'Izumo, el qual presta servei al territori de l'antiga província d'Izumo i a la capital prefectural, Matsue.

### Ferrocarril
- Companyia de Ferrocarrils del Japó Occidental (JR West)
  - Shōbara - Naoe - Izumo-shi - Nishi-Izumo - Izumo-Jinzai - Kōnan - Oda - Tagi
- Ferrocarril Elèctric d'Ichibata (Bataden)
  - Dentetsu-Izumoshi - Izumo Science Center Park Town Mae - Ōtsumachi - Takeshi - Kawato - Ōtera - Midami - Tabushi - Unshū-Hirata - Nunozaki - Koyūkan-Shineki - Sono - Ichibata-guchi - Inonada - Takahama - Yōkan - Hamayamakōen-Kitaguchi - Izumo Taisha-mae

### Carretera
- Autopista San'in
- Nacional 9 - Nacional 184 - Nacional 431
- Xarxa de carreteres prefecturals de Shimane

## Agermanaments
- Isahaya, prefectura de Nagasaki, Japó. (28 de juliol de 1981)
- Tsuyama, prefectura d'Okayama, Japó. (28 de juliol de 1981)
- Santa Clara, Califòrnia, EUA.[6] (11 d'octubre de 1986)
- Sakurai, prefectura de Nara, Japó. (2 d'octubre de 1989)
- Tanabe, prefectura de Wakayama, Japó. (27 d'octubre de 1989)
- Higashi-Agatsuma, prefectura de Gunma, Japó. (27 d'octubre de 1989)
- Hanzhong, província de Shaanxi, RPX. (2 de novembre de 1996)
- Évian-les-Bains, Alta Savoia, França. (15 de febrer de 2002)
- Kalajoki, Ostrobòtnia del Nord, Finlàndia. (8 de maig de 2003)
- Kotohira, prefectura de Kagawa, Japó. (25 de setembre de 2004)
- Dún Laoghaire, Dún Laoghaire–Rathdown, Irlanda.[7] (5 de juny de 2008)
- Komaki, prefectura d'Aichi, Japó. (28 d'abril de 2016)